# Atlas (programa de televisión)
Atlas (originalmente llamado Atlas de Chile) fue un programa cultural y educativo de televisión chileno emitido por Televisión Nacional de Chile, conducido por el arquitecto, académico y locutor radial Federico Sánchez, estrenado el 25 de febrero de 2023 y que contó con tres temporadas. Fue continuador del programa City Tour emitido por el canal de televisión por cable 13C.
En su primera temporada, llamada Atlas de Chile contó con la coconducción del periodista Marcelo Comparini quien interactúa en el programa principalmente como voz en off, pero hacía presencia en pantalla de forma recurrente. En su capítulo debut alcanzó más de 6.0 puntos de rating. Dicha temporada contó con 33 capítulos, en donde ambos conductores recorrieron diversas ciudades y lugares de Chile.
El 18 de noviembre de 2023 se estrena su segunda temporada llamada Atlas del Mundo, donde Sánchez y Comparini recorren el país de México, visitando ciudades como la propia capital Ciudad de México, además de Puebla, Guanajuato, Oaxaca, entre otros. Esta temporada contó con 8 capítulos.
El 9 de marzo de 2024 se estrena la tercera temporada, ya simplemente con el nombre Atlas. En esta temporada, Sánchez en solitario recorre diversas ciudades de Chile y Argentina, a lo largo de 8 capítulos. Esta se transformó en la última temporada, luego que el 6 de junio de 2024 se confirmara que por parte de TVN no existen más proyectos con Sánchez, por lo que es desvinculado del canal estatal; emitiendose el último capítulo el 8 de junio del mismo año.

## Antecedentes
En marzo de 2009, el arquitecto Federico Sánchez junto con el periodista Marcelo Comparini —quienes se conocían con anterioridad por haber realizado entrevistas y secciones juntos en otros programas— lanzaron el programa City Tour por el canal de televisión por cable 13C (parte del holding de Canal 13), en donde inicialmente recorrían distintos barrios y sectores de Santiago de Chile haciendo análisis de la arquitectura y la historia de esos lugares. Desde entonces, se grabaron 14 temporadas en donde ambos recorrían ciudades y poblados de Chile. El 2011 el programa sale por primera vez de Chile, mostrando a Sánchez y Comparini recorriendo diversos países de Europa, hasta que en 2015 se lanza oficialmente City Tour On Tour como programa separado, donde Sánchez y Comparini recorren diversos países del mundo; mientras que City Tour mantiene a los conductores recorriendo el territorio chileno. City Tour On Tour fue el primero de los dos programas en ser lanzado en señal abierta, por Canal 13 como parte de su franja cultural de los sábados, y contó con 8 temporadas. Luego, se integraría City Tour en señal abierta, manteniendo además su programación en la señal por cable.
El 29 de noviembre de 2022 Televisión Nacional de Chile anuncia que desde el 1 de diciembre del mismo año, Federico Sánchez pasa a integrarse al canal público, junto con la productora que realizaba City Tour —que está integrada por Marcelo Comparini—, con el objetivo de realizar un nuevo programa cultural semejante al realizado en Canal 13. Desde ese mismo mes de diciembre, comenzó el rodaje para el nuevo programa. El 26 de enero de 2023, se emite en 13C el último capítulo de City Tour, en donde los conductores hacen un repaso de las 14 temporadas.
El 29 de enero de 2023 se confirma que el nombre del programa será Atlas de Chile, esto debido a que los derechos del nombre "City Tour" los mantuvo Canal 13. Finalmente, el 25 de febrero de 2023 se estrena el primer capítulo.

## Dinámica del programa
Cada episodio está dedicado a una ciudad o lugar específico (como lo fue el caso de la Isla Grande de Chiloé o el Valle del Elqui). El programa es conducido en pantalla por Federico Sánchez, quien junto con su equipo recorre aquella ciudad o lugar, especificando la ubicación que recorren (como el centro de la ciudad, un barrio, un edificio, o un poblado). Mientras recorren esa ubicación, Sánchez comenta sobre la arquitectura y/o la historia del lugar que están visitando. En las primeras dos temporadas, dichos comentarios eran acompañados por la voz en off de Marcelo Comparini quien hacia consultas o complementaba lo dicho por Sánchez, o hacía bromas ocurrentes. A veces, el equipo era acompañado o por expertos o por conocidos de Sánchez en el lugar.
En la segunda temporada, visitando el país de México, los episodios no eran enfocados en una sola ciudad, sino que cada episodio contaba con cortos de al menos tres o cuatro ciudades visitadas.

## Temporadas

### Primera temporada (2023 - Atlas de Chile)
| N.º | Título                           | Fecha de emisión original |
| --- | -------------------------------- | ------------------------- |
| 1   | «Chiloé»                         | 25 de febrero de 2023     |
| 2   | «Chiloé (Parte 2)»               | 4 de marzo de 2023        |
| 3   | «San Pedro de Atacama»           | 11 de marzo de 2023       |
| 4   | «Viña del Mar»                   | 18 de marzo de 2023       |
| 5   | «San Pedro de Atacama (Parte 2)» | 25 de marzo de 2023       |
| 6   | «Viña del Mar (Parte 2)»         | 1 de abril de 2023        |
| 7   | «Santiago»                       | 8 de abril de 2023        |
| 8   | «Punta Arenas»                   | 15 de abril de 2023       |
| 9   | «Puerto Natales»                 | 22 de abril de 2023       |
| 10  | «Rancagua»                       | 29 de abril de 2023       |
| 11  | «Chiloé (Parte 3)»               | 6 de mayo de 2023         |
| 12  | «Chiloé (Parte 4)»               | 13 de mayo de 2023        |
| 13  | «Concepción»                     | 27 de mayo de 2023        |
| 14  | «Valle del Elqui»                | 3 de junio de 2023        |
| 15  | «Santiago (Parte 2)»             | 10 de junio de 2023       |
| 16  | «Puerto Natales (Parte 2)»       | 17 de junio de 2023       |
| 17  | «Concepción (Parte 2)»           | 24 de junio de 2023       |

### Tercera temporada (2024)
La tercera temporada fue estrenada el 9 de marzo de 2024. Desde esta temporada, el programa pasa a llamarse simplemente Atlas. Pero además de dicho cambio, por primera vez Federico Sánchez conduce en solitario el programa, sin la participación de Marcelo Comparini, pero manteniéndose la productora. En entrevistas posteriores, Comparini señala que su salida del programa se debe a la incompatibilidad de las grabaciones del programa —que implicaban viajar por varias semanas— con su labor radial, lo que implicó salir de la estación donde estaba (Radio Oasis, controlada por el holding de medios de Canal 13, emisora que a fines de 2022 fue reemplazada por 13C Radio) y no trabajar en ella durante todo el 2023. Además, el periodista indicó razones en función de su edad en que prefiere no realizar viajes extensos, y aclaró que con Sánchez mantienen una excelente comunicación.
Debido a la falta de próximos proyectos en Televisión Nacional de Chile, el 6 de junio de 2024 se confirma la desvinculación de Federico Sánchez del canal, por lo que esta fue la última temporada de Atlas. En la misma jornada, su antiguo compañero Marcelo Comparini confirma que Sánchez estaría retornando a su antigua estación televisiva 13C, dejando a entrever el regreso de City Tour.